# Кремлинген
Кремлинген (њем. Cremlingen) општина је у њемачкој савезној држави Доња Саксонија. Једно је од 37 општинских средишта округа Волфенбител. Према процјени из 2010. у општини је живјело 12.763 становника. Посједује регионалну шифру (AGS) 3158006.

## Географски и демографски подаци
Кремлинген се налази у савезној држави Доња Саксонија у округу Волфенбител. Општина се налази на надморској висини од 119 метара. Површина општине износи 59,3 km². У самом мјесту је, према процјени из 2010. године, живјело 12.763 становника. Просјечна густина становништва износи 215 становника/km².